# Il buco in testa
Il buco in testa è un film del 2020 diretto da Antonio Capuano.
Il film è liberamente ispirato alla vicenda di Antonia Custra, la quale nel 2007 incontra l’uomo che uccise suo padre, il vicebrigadiere del terzo reparto celere di Milano Antonio Custra, a Milano il 14 maggio 1977. È stato presentato fuori concorso alla 38ª edizione del Torino Film Festival.

## Trama
Maria Serra vive vicino al mare, nell'hinterland di Napoli. Ha un lavoro precario, nessun amore. Una madre praticamente muta. Quarant'anni prima, un militante dell'estrema sinistra ha ammazzato suo padre, vicebrigadiere di polizia poco più che ventenne, nel corso di una manifestazione politica. Maria è nata due mesi dopo. Un giorno apprende che l'omicida del padre ha un nome, un volto, un lavoro. Ha scontato la sua pena e vive a Milano. "Adesso so chi odiare", pensa Maria. Si tinge i capelli e prende un treno veloce per andare a incontrarlo. Ha con sé una pistola.

## Premi e riconoscimenti
- 2021 - Nastro d'argento[2]

Migliore attrice protagonista a Teresa Saponangelo